# Man Ray
Man Ray ([mæn reɪ], numele la naștere - probabil Michael Radnitzky sau Rudsitzky, în copilărie - Emmanuel Radnitzky, n. 27 august 1890, Pennsylvania, SUA – d. 18 noiembrie 1976, Paris, Île-de-France, Franța) a fost fotograf, regizor de film și artist plastic american, de origine evreu, apropiat de curentele dadaismului și suprarealismului, care a trăit și activat cea mai mare parte a timpului în Franța.
Denumit de către Cocteau „marele poet al camerei obscure”, Man Ray și-a legat numele de numeroase aspecte ale artei moderne, mai ales în domeniul artei fotografice, al istoriei cinematografiei și al filmului experimental. Lucrările sale înnoitoare și abstracte, în tehnicile solarizației, „rayografiei” (denumire inspirată de propriul său nume, pe care a dat-o „fotogramei”) și al colajului, create sub impresia conexiunilor sale cu artiștii suprarealiști, i-au adus o recunoaștere mondială. Numeroasele portrete fotografice ale artiștilor contemporani cu el au rămas un document grăitor al vieții culturale din Parisul anilor 1920.

## Familia și anii de tinerețe
Primul născut al lui Meleh Radnitzky și Mania, născută Luria, emigranți evrei veniți recent din Lituania, gubernia Kovno (Kaunas) a Imperiului Rus, Man Ray s-a născut în 1890 la Philadelphia,Pennsylvania. Numele în certificatul de naștere pierdut al artistului ar fi fost Michael Radnitzki, în schimb familia i-a spus de mic copil Immanuel. În 1897, an când s-au mutat la Williamsburg,în Brooklyn, părinții și-au americanizat și simplificat numele din Rudnitzky în Ray. Ulterior artistul își va zice Man Ray, unde Man provine de la „Manny”, adică Immanuel.
Tatăl lucra într-o fabrică textilă, și în orele libere lucra acasă împreună cu soția și copiii într-un mic atelier de croitorie. Mamei artistului îi facea plăcere să-și pună imaginația la încercare pentru a confecționa haine pentru membrii familiei și născocea lucrări din petice (patchwork) din resturi de stofe și pânze. Cu toata dorința lui Man Ray de a se detașa de trecutul familiei sale, numeroase elemente din meșteșugul croitoriei și-au găsit ulterior amprenta în arta sa: manechini, fieruri de călcat, mașini de cusut, ace de cusut, ace de siguranță, ațe, resturi de stofe, etc. 
Istorici de artă au semnalat asemănări între colaj și tehnicile și stilurile sale de pictură și croitorie.
Immanuel a studiat în anii 1904-1909 la Liceul de băieți din Brooklyn (Brooklyn's Boys High School), unde s-a evidențiat la materiile artă și desen tehnic. În acei ani, a vizitat adesea muzeele locale de artă, unde a studiat operele vechilor maeștri. După absolvire, a primit o bursă pentru a studia arhitectura la Universitatea Columbia. Spre dezamăgirea părinților, el a preferat să se ocupe cu pictura. Părinții i-au creat în acest scop un studio într-una din odăile locuinței. El a rămas în casa părintească încă patru ani, vreme în care s-a străduit să -și cizeleze meșteșugul de pictor, imitând mai ales picturi și desene din secolul al XIX-lea, și s-a întreținut din picturi comerciale și din ilustrații tehnice pentru mai multe companii din Manhattan.

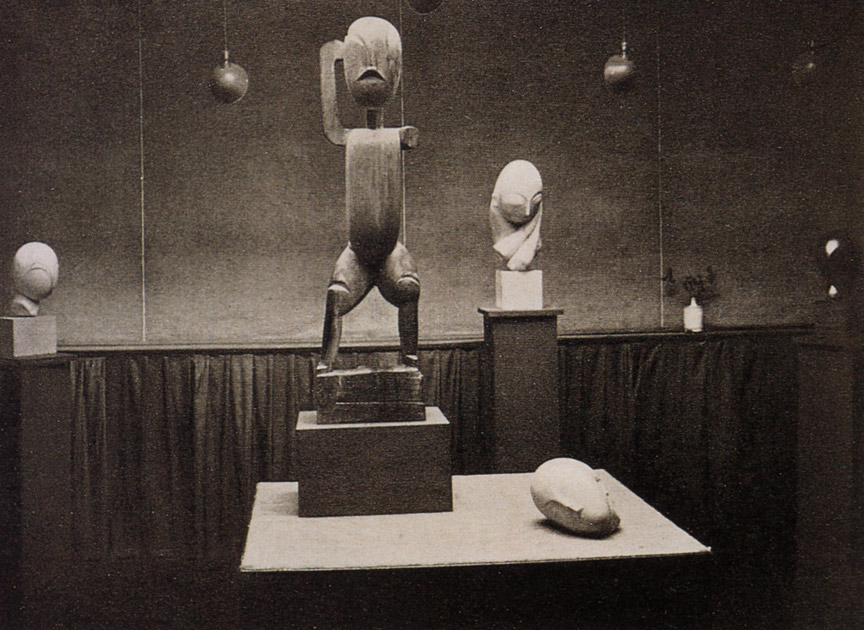
Expoziţie a lui Constantin Brâncuşi la Galeria 291 a lui Stieglitz, 1914

A devenit curând și un mare admirator al artei contemporane de avangardă, mai ales al maeștrilor moderniști europeni (Rodin, Cézanne, Brâncuși, Picasso, etc.) ale căror lucrări le-a văzut, pentru început, la „Galeria 291” a lui Alfred Stieglitz sau la Galeria Macbeth, precum și ale Școlii Ashcan. Dar, cu puține excepții, nu era încă în stare să integreze aceste tendințe în propriile sale lucrări.
Anii 1908 - 1912 au fost pentru el ani de învățătură. Mai întâi a asistat sporadic la unele lecții de la National Academy of Design și Art Students League din Manhattan, dar nu a putut să se adapteze metodelor conservatoare de predare de acolo, preferând începând din toamna lui 1912 cursurile mai puțin convenționale de la Centrul Ferrer (Modern School of New Yorks Ferrer Center). La această din urmă școală, inspirata de idealuri libertariene l-a avut ca mentor pe Robert Henri și a beneficiat de o intensă și rapidă evoluție artistică.

## Activitatea artistică la New York

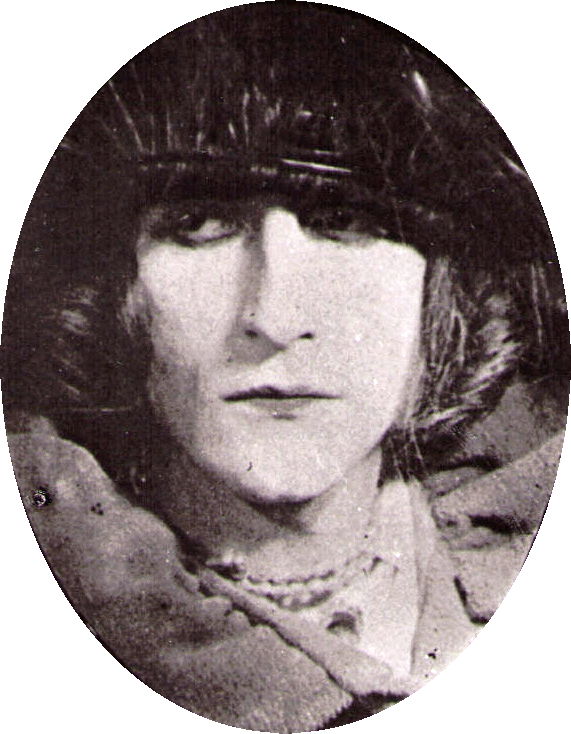
Fotografia lui Marcel Duchamp în Rrose Sélavy, 1921

În 1912 a părăsit domiciliul familiei, stabilindu-se mai întâi în Manhattan, apoi într-o căsuță din colonia artiștilor Grantwood de lângă Ridgefield, New Jersey, unde a lucrat în domeniul publicității. Împreună cu poetul Alfred Kreymborg a organizat acolo un grup avangardist numit „The Others”, din care au făcut parte și poeții William Carlos Williams, Minna Loy și alții.
În 1913 a avut ocazia să viziteze expoziția de avangardă de la Armory Show. Creațiile artiștilor europeni prezentate la aceasta expoziție, și mai cu seamă cele cubiste și opera lui Marcel Duchamp „Nud coborând pe scări” au fost pentru Ray o revelație. A devenit în curând prieten cu Duchamp și relațiile lor au rămas strânse în tot timpul anilor. Prima sa expoziție personală de picturi, multe din ele în stil cubist, a avut-o la Galeria Daniel din Manhattan în 1915. Cu acest  prilej un colecționar de artă i-a cumpărat șase tablouri, ceea ce i-a procurat resursele și motivația de a închiria un studio in New York.
În anii următori Man Ray a evoluat de la pictura convențională la utilizarea unei bogății de mijloace artistice alternative - colaje, obiecte de gata, fotografii, asamblări de materiale, aerograme, -  dezvoltând un stil artistic propriu, chiar dacă influențat uneori de Marcel Duchamp.
În 1916 a expus un obiect pre-dadaist intitulat „Autoportret”. Împreună cu Marcel Duchamp și Francis Picabia a întemeiat secția new yorkeză a mișcarii dadaiste. A editat și primul și unicul număr al revistei „Dada la New York” (1920). Exemple de creații din această perioadă sunt The Rope Dancer Accompanies Herself with Her Shadows (1916), influențată de asamblajul încă neterminat atunci al lui Duchamps, The Bride Stripped Bare by Her Bachelors (1915-1923) și pictată după un colaj, de asemenea The Revolving Doors (1916-1917), o serie de zece colaje însoțite de text. 
Pentru a se putea întreține din vânzarea picturilor, multe din ele în stil cubist, și a obiectelor de artă pe care le-a realizat, a cumpărat un aparat  de fotografiat și a început să le fotografieze. A ajuns la concluzia că nimeni nu le poate fotografia mai bine decât el însuși. În aceste împrejurări, începând din 1918 s-a ocupat serios de fotografie și cinematografie, experimentând diferite tehnici - fotograma sau rayografia, solarizarea (tehnică dezvoltată in secolul al XIX-lea de către Sabatier). 
La New York a cunoscut în 1913 pe poeta și pictorița belgiană Donna Lecoeur, zisă Adon Lacroix, mamă a unei fetițe de 7 ani și care i-a devenit soție în anul următor. Ea l-a introdus în lumea poeziei franceze, făcându-i cunoscute operele lui Baudelaire, Rimbaud, Lautréamont, Mallarme, Apollinaire. Ray i-a ilustrat poeziile și scrisorile. S-au despărțit în 1919, obținând divorțul formal în 1937.
Nemulțumit de atmosfera vieții artistice de la New York, mai ales după reacția nefavorabilă a criticii la lucrarea sa „Stateside”, Ray hotărî, în cele din urmă, să plece în Franța. „M-au tratat ca pe un traficant de droguri”.„Dada nu poate trăi la New York. Întreg New Yorkul e dada, și nu poate tolera un rival”, a afirmat artistul.

## Un american la Paris

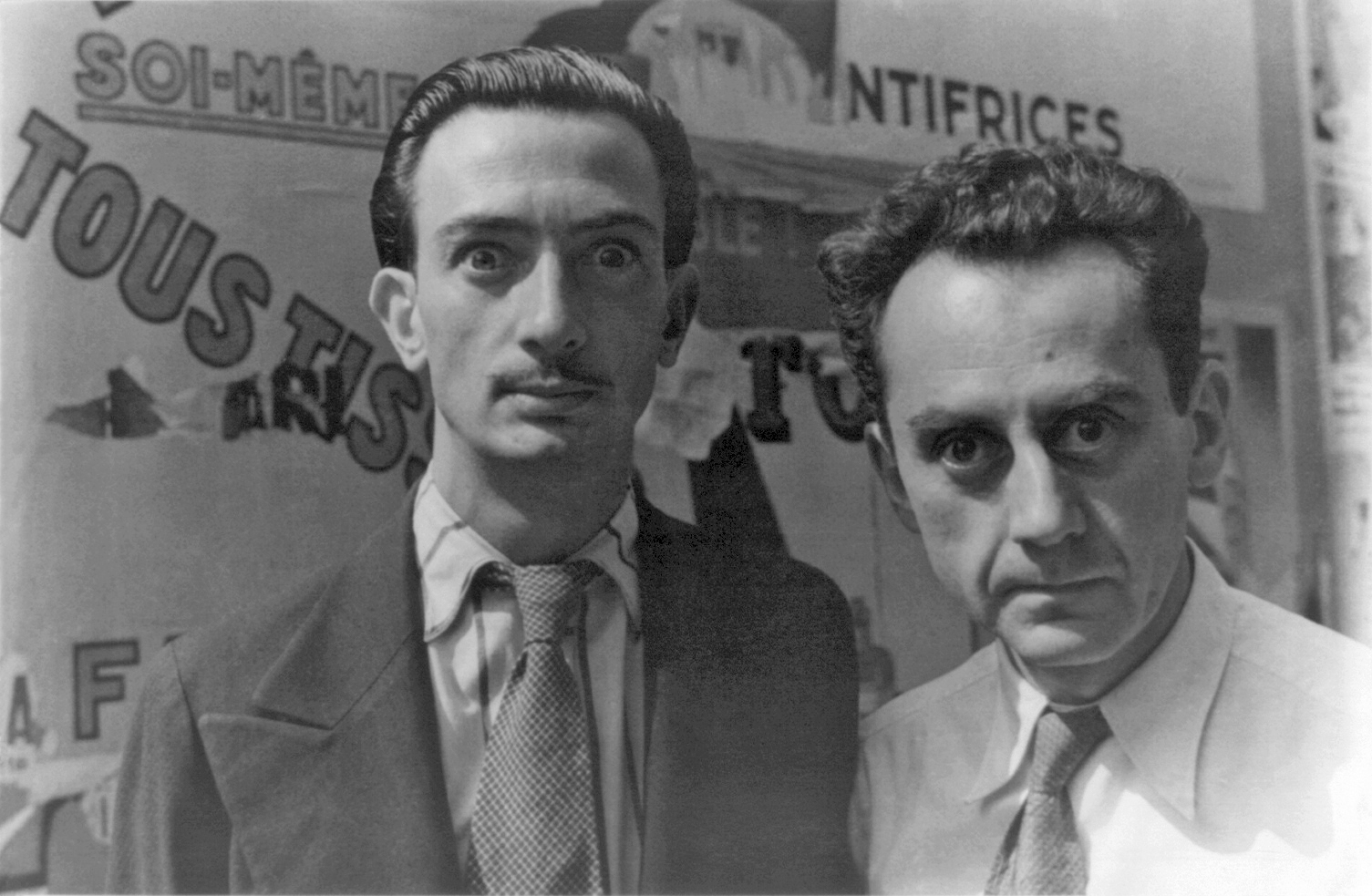
Salvador Dali şi Man Ray, pozând fotografului Carl von Vechten la 16 iunie 1934

A debarcat la 14 iulie 1921 în portul Le Havre, de unde a a plecat la Paris, fiind întâmpinat de Marcel Duchamp la Gara Saint Lazare. În aceeași seară fu deja prezentat camarazilor suprarealiști Louis Aragon, André Breton, Paul Éluard, Gala Dali, Théodore Fraenkel Jacques Rigaut, Philippe Soupault. 
S-a instalat în cartierul Montparnasse, unde a întâlnit-o pe cântăreața și modelul Alice Prin, cunoscută sub numele de Kiki de Montparnasse, "regina" cartierului, de care s-a îndrăgostit. Ea a devenit subiectul a numeroase fotografii devenite faimoase, și a apărut în filmele sale experimentale.
Din 1921 începând, i s-au comandat sute de portete și lucrari cu scop  comercial pentru revistele de modă Vogue, Vu, Harper’s Bazaar și Vanity Fair.
A colaborat și cu creatorul de modă Paul Poiret în domeniul fotografiilor de modă, care i-au fost publicate în revistele de specialitate.
În 1925 împreună cu Jean Arp, Max Ernst, André Masson, Joan Miró și Picasso, și-a prezentat operele la prima expoziție a suprarealiștilor la galeria Pierre din Paris. Una din lucrările importante pe care le-a expus în acea perioadă a fost un metronom cu ochi de femeie, intitulat la origine Obiect de distrus, alta fiind Violon d'Ingres, reprezentând-o pe Kiki de Montparnasse, cu o bonetă orientală în postura unor femei pictate de  Ingres, și având spatele nud, decorat prin tehnica supraimprimării, cu două aperturi acustice de vioară. 
La Paris a continuat să creeze un șir întreg de obiecte și instalații dadaiste, unele în colaborare cu alți artiști
Împrietenit cu Marie-Laure de Noailles și cu Charles, viconte de Noailles, a turnat în 1928 in vila acestora la Hyères al treilea film al său, Les Mystères du château de Dé
Vreme de câteva decenii de ședere la Montparnasse, Man Ray a revoluționat arta fotografică. 
În 1929 a început Man Ray o nouă relație de dragoste și de colaborare artistică cu fotografa Lee Miller.
Au intrat în istorie portretele fotografice pe care le-a făcut multora din celebritățile vieții culturale pariziene, inclusiv din mediul străinilor atrași ca el însuși de farmecul Orașului Luminilor:James Joyce, Gertrude Stein, Salvador Dali,Bridget Bate Tichenor, Jean Cocteau, Antonin Artaud etc 
A contribuit și la cunoașterea creațiilor lui Eugène Atget, pe care le-a revelat suprarealiștilor și asistentei sale, Berenice Abbott.
În 1934 i-a pozat Meret Oppenheim într-o serie de fotografii de nuduri devenită celebră.

## Anii de refugiu
În 1940, cu câteva zile înainte de ocuparea Parisului de către armata lui Hitler, Man Ray a reușit să plece la Lisabona, în compania lui Salvador și Gala Dali și a cineastului René Clair. De acolo a ajuns la New York, unde a petrecut câteva zile.  Apoi, ajuns pe coasta de vest, s-a stabilit la Hollywood, unde a cunoscut o nouă parteneră de viață, dansatoarea Juliet Browner, și a reînceput să picteze. Căsătoria sa cu Juliet a avut loc în 1946 la Beverly Hills.

## Ultimii ani
Reîntors în Franța în 1951, s-a dedicat mai ales picturii. Man Ray a murit în anul 1976 și a fost înmormântat la Cimitirul Montparnasse, în diviziunea 7. Pe mormânt se poate citi epitaful: "Unconcerned, but not indifferent" („Detașat, dar nu indiferent”). Arhivele sale au fost donate de văduva sa Muzeului Național Francez de Artă Modernă de la Centrului Pompidou din Paris.

## Premii si distincții
- 1966,  Premiul cultural al Societății germane de fotografie
- 1974, medalia Progresului a Societății regale de fotografie

## Opera

### Fotografii
- Man – Woman, 1918
- Dust Raising, 1920
- Enigme d'Isidore Ducasse , 1920 (The Riddle), 1920
- Larmes (Glass Tears),  în versiuni diferite, 1920–1933
- KEEP SMILING – dadaphoto, 1921
- Marquise Casati, 1922
- Kiki im Café, etwa 1923
- Le Violon d'Ingres, 1924  épreuve aux sels d'argent réhaussée à la mine de plomb et à l'encre de Chine et contrecollée sur papier
- Noire et blanche, 1926
- Élevage de poussière, 1920, 11,3 x 14,6 cm, Musée d'art de Toulon
- Mr and Mrs Woodman, 1927–1945
- La Prière, 1930
- African sculpture on lying woman, 1930. de fapt un portret al lui Simone Breton din 1927
- L'œuf et le coquillage, 1931
- Nature Morte, imprimare  în argint, 1933;
- Érotique voilée, 1934
- Jeu d'échecs surréaliste, 1934, panoptic de 20 portrete de artiști suprarealiști
- Dora Maar, 1936
- Space Writings, 1937 (fotograme)
- Selfportrait, 1963
- La Télévision, 1975
- portrete fotografice ale multor artiști,oameni de cultură, persoane apropiate,  majoritatea din anii 1920:

Marcel Duchamp (1916), Tristan Tzara (1921), marchiza Cesati (1922),Francis Picabia en grande vitesse (1924), Jean Cocteau (1924),Kiki de Montparnasse (1926), Antonin Artaud (1930),André Breton solarisé (1930), Lee Miller (1930), Salvador Dalí et Gala (1936), Juliet (1945)
- numeroase serii de fotografii, unele fără titlu, având drept fundal imaginea „A l'heure de l'observatoire – Les Amoureux”

### Picturi
- The Lovers (Les Amants), ulei pe pânză, 24,7 x 35,2 cm, 1914, colecția Sylvio Perlstein, Antwerpen, * Ramapo Hills,1914/15
- Arrangement of Forms, No. 1, 1915
- The Revolving Doors, 1916/17, zece serigrafii
- La Volière (Aviary), 1919
- Une nuit à Saint-Jean-de-Luz, 1929
- Autoportret (obținut printr-o solarizare), 1931
- A l'heure de l'observatoire – Les Amoureux, 1932–34 + cea mai renumită pictură a sa
- La Fortune, 1938
- Le Rebus, 1938 ulei pe pânză, 55 x 46 cm, Muzeul național de artă modernă, Centrul Pompidou, Paris
- Imaginary Portrait of D.A.F. de Sade 1938
- Le Beau Temps, 1939
- Juliet 1943
- Rue Férou,1952   la Kunsthalle din Bielefeld.
- Peinture naturelle, 1958

### Desene
- Les Mains libres, desene ilustrate de poeme ale lui Paul Éluard, Éd. Jeanne Bucher, Paris, 1937

### Obiecte
- Danseuse de corde s'accompagnant de son ombre, 1916 (Dansatoare pe frânghie, însoțită de umbra ei)
- Autoportret, asamblaj , 1916
- Boardwalk , 1917
- Lampshade, 1919
- Obstruction, 1920
- Schachspiel (Chessboard), 1920 (nouă versiune 1945)
- The Object to be Destroyed, 1921 (Object of Destruction, 1932, Lost Object 1945; Indestructible Object, 1958; Last Object, 1966; Perpetual Motif, 1972)
- Catherine Barometer, 1920
- Cadeau, 1921, fier de călcat cu ținte pe talpă (creația orginală nu mai  există;o versiune nouă din 1971 - se află la Muzeul de Arta Moderna din New York)
- Objet indéstructible, 1923
- The Fisherman's Idol , 1926, bucați de plută recuperate pe plaja din Biarritz și apoi asamblate
- Table for Two, 1944, masă de lemn
- Silent Harp, 1944, gât de vioară, oglinzi, zăbrele cu păr de cal
- Optical Hopes and Illusions, 1945, ramă de banjo cu minge și oglindă
- Les Vingt jours de Juliette, 1952, paravent
- Boule de neige

(multe obiecte au fost create numai pentru a fi fotografiate, iar apoi au fost distruse)

### Filme
- 1923 : Le Retour à la raison1924 : À quoi rêvent les jeunes filles
- 1926 : Emak-Bakia
- 1928 : L'Étoile de mer
- 1929 : Les Mystères du château de Dé
- 1935 : Essai de simulation de délire cinématographique

### Cărți și monografii
- Revolving doors, Éditions Surréalistes, Paris, 1917
- Les Champs délicieux, hors commerce, Paris, 1922
- Man Ray photographs 1920-1934, James Thrall Soby
- Facile with Paul Éluard, Éd. GLM, Paris, 1935
- La Photographie n'est pas l'art : 12 photographies, Éd. GLM, Paris, 1937, cu un cuvânt înainte de André Breton « Convulsionnaires
- Alphabet for adults, Copley Galleries, Berverly Hills, California, 1948
- Photographs-Portraits, Édition Prisma, Paris
- Autoportrait, 1963, Robert Laffont, Paris, 1964, traduit de l'américain par Anne Guérin, réédité chez Seghers, 1986

## Filmografie
- François Lévy-Kuentz, Man Ray - 2 bis, rue Férou, 1989, 23 min, éditions Dilecta. Film despre atelierul lui Man Ray, cu puțin timp inaintea distrugerii lui